# Dønning
En dønning er en vindskabt bølge, der eksisterer længe efter, at vinden har lagt sig. Dønninger kan bevæge sig over store afstande, op til flere tusind km. Da dønninger er dispersive, dvs. at fasehastigheden er afhængig af bølgelængden, kan måling af forandring i bølgelængden bruges til beregning af afstanden til det stormcenter, der genererede dønningerne.
| Fysik | Spire Denne artikel om fysik er en spire som bør udbygges. Du er velkommen til at hjælpe Wikipedia ved at udvide den. |